# Glaucophane
Le (ou la) glaucophane est une espèce minérale du groupe des silicates sous-groupe des inosilicates, de la famille des amphiboles sodiques. Sa formule chimique est Na2Mg3Al2[Si8O22](OH)2 avec des traces de lithium, titane, chrome, manganèse, calcium, potassium, fer et chlore.

## Historique de la description et appellations

### Inventeur et étymologie
Le glaucophane a été décrit en 1845 par le minéralogiste allemand Johann Friedrich Ludwig Hausmann. Le terme est tiré du grec ancien γλαυκός (glaukós) ou du latin glaucus (vert pâle, bleu pâle ou gris ; voir le terme « glauque ») et de phanein, briller.

### Topotype
- Île de Syros (Syra), archipel des Cyclades, Grèce.

### Synonymie
- antiglaucophane[4]
- gastaldite (Strüver) : décrite initialement à partir d'échantillons de glaucophane du Piémont et dédiée au professeur de minéralogie italien Gastaldi[5].

## Caractéristiques physico-chimiques

### Critères de détermination
- Le glaucophane ne se dissout pas dans les acides.

### Cristallochimie
- Il forme une série avec le ferroglaucophane.
- Il fait partie du groupe des amphiboles et particulièrement du sous-groupe des amphiboles sodiques.

### Cristallographie
- Paramètres de la maille conventionnelle : {\displaystyle a} = 9,541 Å, {\displaystyle b} = 17,74 Å, {\displaystyle c} = 5,295 Å ; Z = 2 ; V = 870,83 Å3
- Densité calculée = 3,132 g cm−3

## Gîtes et gisements

### Gîtologie et minéraux associés
- Il est produit par métamorphisme des roches basiques de la lithosphère océanique (gabbro et basalte) dans les zones de subduction (métamorphisme de haute pression et basse température).
- Altération : le glaucophane peut se transformer en chlorite, en albite ou en hornblende verte.

Minéraux associés : actinote, barroisite, crossite, chlorites, cummingtonite, épidote, grenat, jadéite, lawsonite, muscovite, omphacite, pumpellyite.

### Gisements producteurs de spécimens remarquables

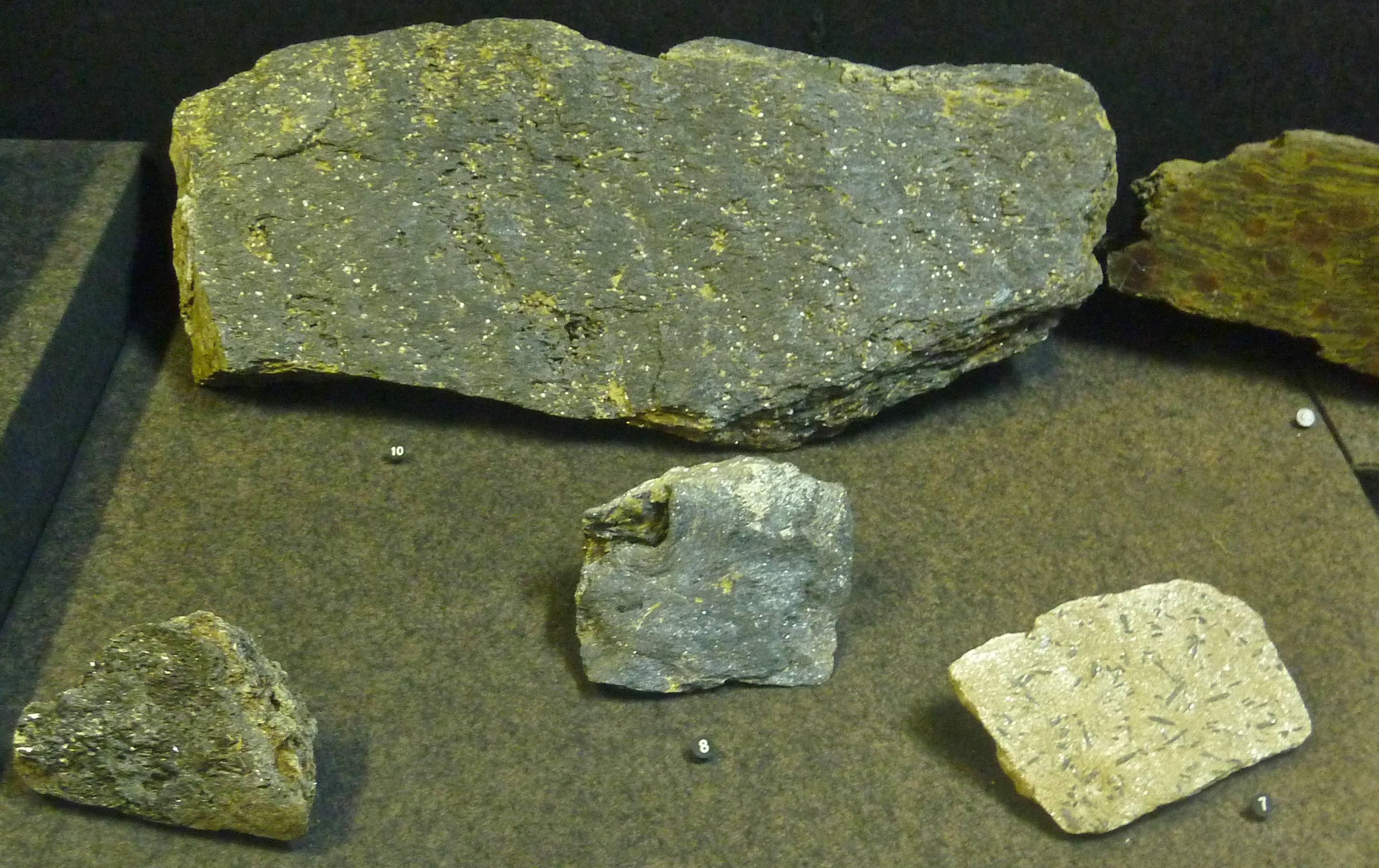
Glaucophane de l'Île de Groix

- France

l'île de Groix.
Les Clausis, Saint-Véran, Hautes-Alpes, Provence-Alpes-Côte d'Azur
- Grèce

Île de Syros (Syra), archipel des Cyclades
- Italie

Île de Gorgone, Livourne, Toscane.